# پازوفلوکساسین
پازوفلوکساسین(به انگلیسی: Pazufloxacin) (INN) یک آنتی بیوتیک فلوروکینولونی است. در ژاپن با نام های تجاری Pasil و Pazucross به فروش می رسد.